# Serhijiwka (hromada Bereznehuwate)
Serhijiwka (ukr. Сергіївка) – wieś na Ukrainie, w obwodzie mikołajowskim, w rejonie basztańskim. W 2001 liczyła 698 mieszkańców, spośród których 666 posługiwało się językiem ukraińskim, 23 rosyjskim, 3 mołdawskim, 2 białoruskim, 4 ormiańśkm.